# Mendelovy zákony dědičnosti

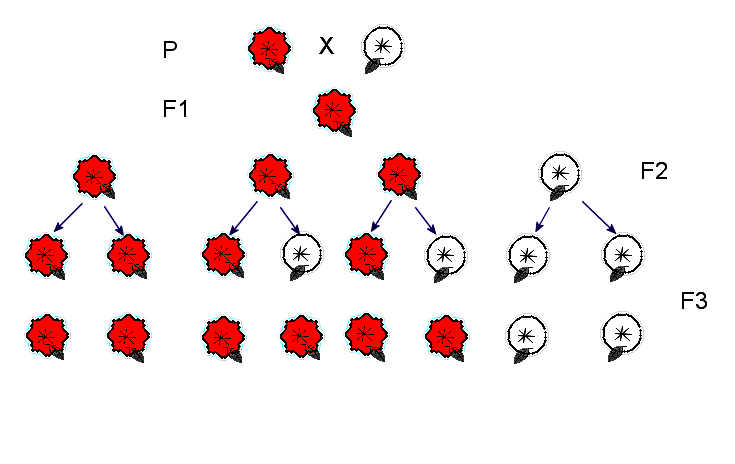
Dědičnost barvy květu (hrách setý) podle Mendela

Mendelovy zákony dědičnosti shrnují pravidla, která se uplatňují při dědičnosti znaků pohlavím neovlivněných, které kódují geny náležící k různým genovým vazebným skupinám. Tato pravidla přímo vyplývají z prací Gregora Mendela, nicméně on sám je takto explicitně neformuloval.

## Mendelovy fenotypové zákony

Sedm charakteristik hrachu pozorovaných Mendelem a popsaných v práci „Pokusy s rostlinnými hybridy“

### 1. Zákon o uniformitě hybridů
Zákon o uniformitě hybridů F1 generace homozygotů (Také První Mendelův zákon)
- Křížíme-li dominantního homozygota s homozygotem recesivním, jsou jejich potomci F1 generace v sledovaném znaku všichni stejní. Reciproká křížení u jakýchkoliv jedinců F1 generace dávají shodné výsledky. 
  - To znamená, že při křížení červenokvětých se žlutokvětými rostlinami můžeme dostat všechny červené, všechny žluté, výjimečně též například oranžové, ale nikdy ne část žlutých a část červených.
  - Je jedno, zda je dopraven pyl hrachu s kupříkladu červeným květem na hrách kvetoucí žlutě nebo naopak.

### 2. Zákon o štěpení v potomstvu hybridů
- Při křížení heterozygotů lze genotypy a fenotypy vzniklých jedinců vyjádřit poměrem malých celých čísel. Vzniká genotypový a fenotypový štěpný poměr.
  - např. 1:2:1, 3:1,...

## Mendelovy genotypové zákony

### 1. Zákon o samostatnostialel
- Genotyp je soubor samostatných genů určujících znaky. Každý znak je určen dvojicí samostatných alel.

### 2. Zákon o segregaci alel
- Dvojice samostatných alel se při zrání rozcházejí a do každé gamety přechází jedna z obou alel.

### 3. Zákon o nezávislé kombinaci alel
Zákon o volné kombinovatelnosti alel s výjimkou genů ve vazbě
- Vzájemným křížením polyhybridů (vícenásobných heterozygotních hybridů) vzniká genotypově i fenotypově nejednotné potomstvo s tolika kombinacemi genů, kolik je možných matematických kombinací mezi dvěma matematickými veličinami.